# Tênis de mesa nos Jogos da Lusofonia de 2014
O tênis de mesa (português brasileiro) ou ténis de mesa (português europeu) nos Jogos da Lusofonia de 2009 foi disputado na Sala Multiuso Pedem em Mapuçá. No total foram realizados 7 eventos nos dias 19 e 23 de janeiro.

## Calendário
|               | Janeiro | Janeiro | Janeiro | Janeiro | Janeiro | Janeiro | Janeiro | Janeiro | Janeiro | Janeiro | Janeiro | Janeiro |
| 18            | 19      | 20      | 21      | 22      | 23      | 24      | 25      | 26      | 27      | 28      | 29      |         |
| ------------- | ------- | ------- | ------- | ------- | ------- | ------- | ------- | ------- | ------- | ------- | ------- | ------- |
| Tênis de Mesa |         |         | 2       |         | 2       | 3       |         |         |         |         |         |         |

|  | Dia de competição |  | Dia de final |

## Participantes
| Delegação     | F | M | T  |
| ------------- | - | - | -- |
| ANG Angola    | 6 | 5 | 11 |
| IND Índia     | 5 | 5 | 10 |
| MAC Macau     | 5 | 5 | 10 |
| POR Portugal  | 9 | 6 | 15 |
| SRI Sri Lanka | 4 | 4 | 8  |

 Brasil,  Cabo Verde,  Guiné-Bissau,  Moçambique,  São Tomé e Príncipe e  Timor-Leste não enviaram atletas para este esporte.

## Medalhistas
| Evento               | Ouro                  | Prata                | Bronze             |
| -------------------- | --------------------- | -------------------- | ------------------ |
| Individual Feminino  | IND Kumaresan Shamini | IND Madhurika Patkar | IND Ankita Das     |
| Individual Masculino | IND Harmeet Desai     | IND Soumyajit Ghosh  | POR Andre Silva    |
| Duplas Feminino      | IND Patkar/Shamini    | POR Santos/Mota      | POR Andrade/Maciel |
| Duplas Masculino     | POR Silva/Silva       | POR Cunha/Costa      | IND Ghosh/Desai    |
| Duplas Misto         | IND Ghosh/Das         | POR Silva/Mota       | IND Desai/Shamini  |
| Equipes Feminino     | IND Índia             | SRI Sri Lanka        | MAC Macau          |
| Equipes Masculino    | IND Índia             | POR Portugal         | SRI Sri Lanka      |